# Buckethead
Brian Carroll (alias Buckethead, n. 13 mai 1969, Huntington Beach⁠(d), California, SUA) este un chitarist virtuoz și multi-instrumentalist al cărui stil muzical acoperă o plajă largă de genuri muzicale. În prezent are 31 albume de studio, 4 albume speciale și un EP lansate. De asemenea, a participat la peste 50 de albume a altor artiști. Stilul său adoptă mai multe genuri muzicale precum metalul progresiv, funk, blues, jazz, bluegrass și muzică avantgardistă.
În aparițiile sale scenice, Buckethead obișnuia să poarte pe cap o găletușă KFC, pe care se găsea un abțibild cu inscripția "FUNERAL", și o mască albă lipsită de expresii faciale. În prezent folosește o simplă găletușă albă fără logo-ul KFC.
1. ↑  Library of Congress Authorities, accesat în 16 noiembrie 2019